# Richard White (2e comte de Bantry)
Richard White, 2e comte de Bantry (16 novembre 1800 - 16 juillet 1868), titré vicomte Berehaven jusqu'en 1851, est un pair irlandais et un homme politique conservateur.

## Biographie
Né à St Finbarr, il est le fils aîné de Richard White (1er comte de Bantry) et de sa femme Margaret Ann, fille de William Hare (1er comte de Listowel). Il fait ses études à Christ Church, Oxford. En 1851, il succède à son père comme comte et trois ans plus tard, il est élu représentant à la Chambre des lords, où il siège en tant que conservateur. Il est haut-shérif du comté de Cork en 1835 et est lieutenant adjoint du même comté.
Le 11 octobre 1836, il épouse Mary, troisième fille de William O'Brien (2e marquis de Thomond) à St George's Hanover Square. Il est décédé à Exmoor House, à l'âge de 67 ans. Son frère cadet, William Hedges-White (3e comte de Bantry), lui succède.